# موراي إيدلمان
موراي إيدلمان (بالإنجليزية: Murray Jacob Edelman)‏ هو عالم سياسة أمريكي، ولد في 15 نوفمبر 1919 في بنسيلفانيا في الولايات المتحدة، وتوفي في 26 يناير 2001 في ماديسون في الولايات المتحدة.

## وصلات خارجية
- موراي إيدلمان على موقع الموسوعة البريطانية (الإنجليزية)